# 高木徳子
高木 徳子（たかぎ とくこ、旧姓永井、1891年2月15日 - 1919年3月30日）は、日本のダンサーである。大正年間の一大ムーヴメントである「浅草オペラ」にアメリカ流のダンスで火をつけたことで知られる。トウシューズで踊った日本初のダンサーである。のちに離婚して「永井 徳子」（ながい とくこ）に戻る。

## 来歴
1891年（明治24年）、東京市神田区今川小路（現在の神田神保町）に生まれる。永井胆一の先妻の子であり、父親の永井は旧幕臣で、印刷局の技師をしていた。神田高等女学校を中退し、継母らの勧めで1906年に15歳で高木陳平と結婚し渡米、11月末ニューヨークに到着。

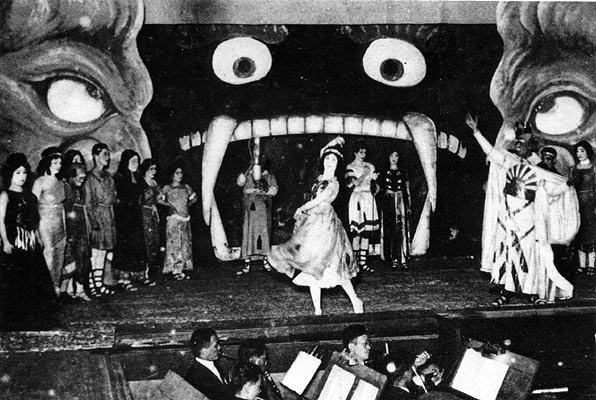
浅草におけるジャック・オッフェンバック作のオペラ『天国と地獄』。中央が高木徳子である。1917年 - 1919年ころ

### 世界での活動
陳平は料理人、徳子はメイドとしてアメリカ人宅で働く。カントンの日系人に誘われ、日本園（庭や茶店、雑貨店があり、歌などの余興を見せる日本村）を手伝ったのち、ピッツバーグで日本人経営のホテルを手伝う。ボストン近くの行楽地で日本雑貨の売店を開いたが、しばらくして上手くいかなくなり、下働きを嫌って、芸人になることにし、ボストンのストーン劇場で夫婦で手品を披露する。手配師の世話でカナダに遠征し、旅芸人として各地を巡業する。徳子は歌がうまく、同業の外国人から歌を習う。ニューヨークに戻ってから正式に歌の勉強を始めたが、生活費のためにアメリカ各地を巡業。ニューヨークで音楽家の高折周一から勧められてダンスを学び始め、アメリカ流のショービジネスに目覚める。ポルトガル人にダンス、イタリア人にパントマイムを習い、インド人の舞踏一座に加わる。ピッツバーグの茶商に職を得て、同社経営の喫茶店のスタッフとして働く。ニューヨーク郊外の映画会社と夫婦で契約し、役者として働いたのち、陳平は役者を辞めて徳子のマネージャー的存在になる。ロンドンに渡り、徳子はトロカデロほか、数か所の劇場に出演し、好評を得る。ロシアから誘いがあり、公演を始めたが、1914年（大正3年）に第一次世界大戦が勃発し、8年ぶりに帰国する。

### 帰国後

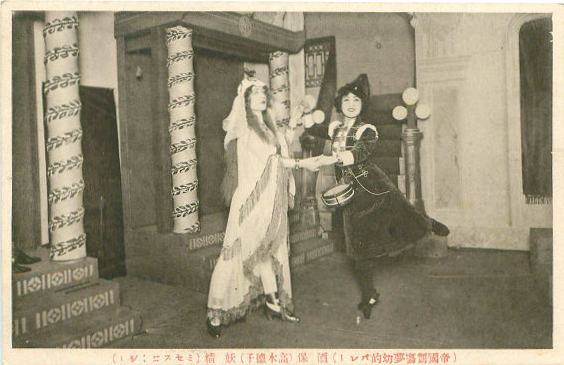
『夢幻的バレー』　（1915年2月 帝国劇場）
右：高木徳子（酒保）、左：ローシー夫人（妖精）

1915年（大正4年）2月1日、23歳で帝国劇場で国内デビューを飾る。このときのイタリア人ローシーの振付によるローシー夫人との『夢幻的バレエ』は喝采をさらった。表面上は何もなかったが、ローシーと徳子のダンスは異なっていたため、心理的に対立していたようである。同年4月4日、ピアニスト沢田柳吉の紹介で伊庭孝と出会う。同年11月、ダンススクールを設立する。離婚を求めて裁判所に訴え出る。このころ夫陳平の暴力に耐えかね自殺未遂、別居する。
1916年（大正5年）、伊庭の勧めもあって「世界的バラエチー一座」を旗揚げし、同年5月27日から10日間にわたり浅草公園六区の活動写真館「キネマ倶楽部」で昼夜連続公演を行う。これがいわゆる「浅草オペラ」の嚆矢となった。同年7月に一座を解散、9月に伊庭と組み、弟子たち、および5月に解散したばかりの帝劇洋楽部のメンバーの一部とともに新劇団「歌舞劇協会」を結成、川上貞奴の一座との合同公演を甲府、暮れには赤坂区溜池（現在の港区赤坂1-2丁目あたり）で行った。
徳子と伊庭の「歌舞劇協会」は、翌1917年（大正6年）1月22日、浅草六区の根岸興行部「常磐座」でオペラ『女軍出征』を上演、大ヒットする。「ペラゴロ」と呼ばれる熱狂的なファンを生み出し、ここから「浅草オペラの時代」が始まるとされる。リヒャルト・シュトラウス作の『サロメ』は、石井漠が絶賛した。1918年（大正7年）、ビゼーの『カルメン』で石井との共演を果たす。

### 死去
徳子は1919年（大正8年）1月より、松竹の専属女優となったが、そこまでの経緯で陳平、伊庭との別れがあった。松竹とは前年に仮契約を交わしたが、それは夫である陳平との協議離婚を成立させるための「手切れ金」が前借りできることを意味していた。1918年（大正7年）離婚は成立し、芸名は「永井徳子」となった。松竹に買収された「歌舞劇協会」は京都の明治座、大阪の弁天座で公演をしたが、弁天座での公演中に伊庭と徳子は意見の衝突を見せて伊庭は帰京し、そのまま徳子と分かれ、一座は空中分解となった。また松竹は本契約の延期を申し出ていた。徳子は嘉納健治を頼ることになる。1917年の暮れ、嘉納は「歌舞劇協会」と徳子に興行師として関わった。
嘉納は神戸を縄張りとするやくざだが、灘五郷の御影町にある旧家出身で財力と腕力を備えていた「旦那やくざ」であった。全国の親分や右翼と交際したが、中国を旅行し、浜甲子園で十五日間の大相撲興行を行い、柔拳試合という柔道とボクシングの試合を興行したりと風変りだが行動力に富んでいた。同時に神戸の親分だった富永亀吉が中山八十吉に殺された事件（1923年）、ロンドン軍縮会議に反対して若槻礼次郎が暴漢から襲撃された事件（1933年）は関与が指摘される。嘉納の下には「彼が不機嫌である」という理由だけでテロの実行犯となる門下生がいた。
1918年（大正7年）に一座は再結集されたが伊庭は合流しなかった。松竹との本契約も成立したが九州巡業中の1919年に狂死する。当時の新聞の中では3月20日、福岡県嘉穂郡飯塚町（現在の飯塚市飯塚）の「飯塚座」で発作で倒れたともあるが、「九州日報」などの地元紙によると飯塚から大牟田まで移動する上では問題はなかった。3月23日、大牟田の村尾病院に入院した。度重なるヒステリーの発作は、彼女の心臓に負担を蓄積しており、心臓病も併発。3月30日朝9時に死去。28歳没。
ヒステリーは徳子の一生で何度も繰り返されたが、松竹から借金を背負っての興行上の不入り、嘉納との関係を取り沙汰する一座内での不和も挙げられるが、嘉納の精神的、肉体的な暴力が要因とする説もある。内山惣十郎の『浅草オペラの生活』は散文的表現により暴力を印象づけ、「嘉納は松竹が雇った用心棒で、徳子に暴力を振るった」という内山説を支持する形で、さらに進めて嘉納は性的な暴行を加えたと主張するコラムも存在する。徳子の伝記を著した曽根秀彦はピス健(嘉納)暴力説は、村尾医師による医学的な知見により肉体的には形跡がないと否定されたが、両者の出会いを不幸なものとする人々の記憶よりは消えなかったとしている。
台東区谷中の妙円寺に葬られる。
同年、手切れ金を貰っていた元夫の高木は手記『狂死せる高木徳子の一生』（生文社、1919年）を発表する。
徳子の下で育った弟子には、のちの「根岸大歌劇団」のスター堺千代子、のちの松竹蒲田撮影所の映画女優梅村蓉子、河合澄子らがいた。堺は徳子の墓を建立した人物である。